# آرهولتسن
آرهولتسن (به آلمانی: Arholzen) شهری در آلمان است که در هولتس‌میندن واقع شده‌است. آرهولتسن ۴۲۳ نفر جمعیت دارد.